# ILEP
De Internationale Federatie voor Leprabestrijding (afgekort ILEP) is de overkoepelende organisatie van veertien zelfstandige, niet-gouvernementele organisaties die lepra bestrijden.

## Werking
Het doel van ILEP is de samenwerking tussen de verschillende organisaties te bevorderen én mogelijk te maken, door de steun aan lepraprogramma's te coördineren, hun gemeenschappelijke belangen te behartigen en het geven van technische ondersteuning.
De veertien leden van ILEP zijn actief in bijna alle landen waar nog lepra heerst. Naast het ontdekken en behandelen van nieuwe patiënten, revalideren ze ook gehandicapte ex-leprapatiënten. 

## Leden
In Vlaanderen is de Damiaanactie lid. Nederlandse leden zijn de Leprastichting en de Leprazending.